# Wekiera

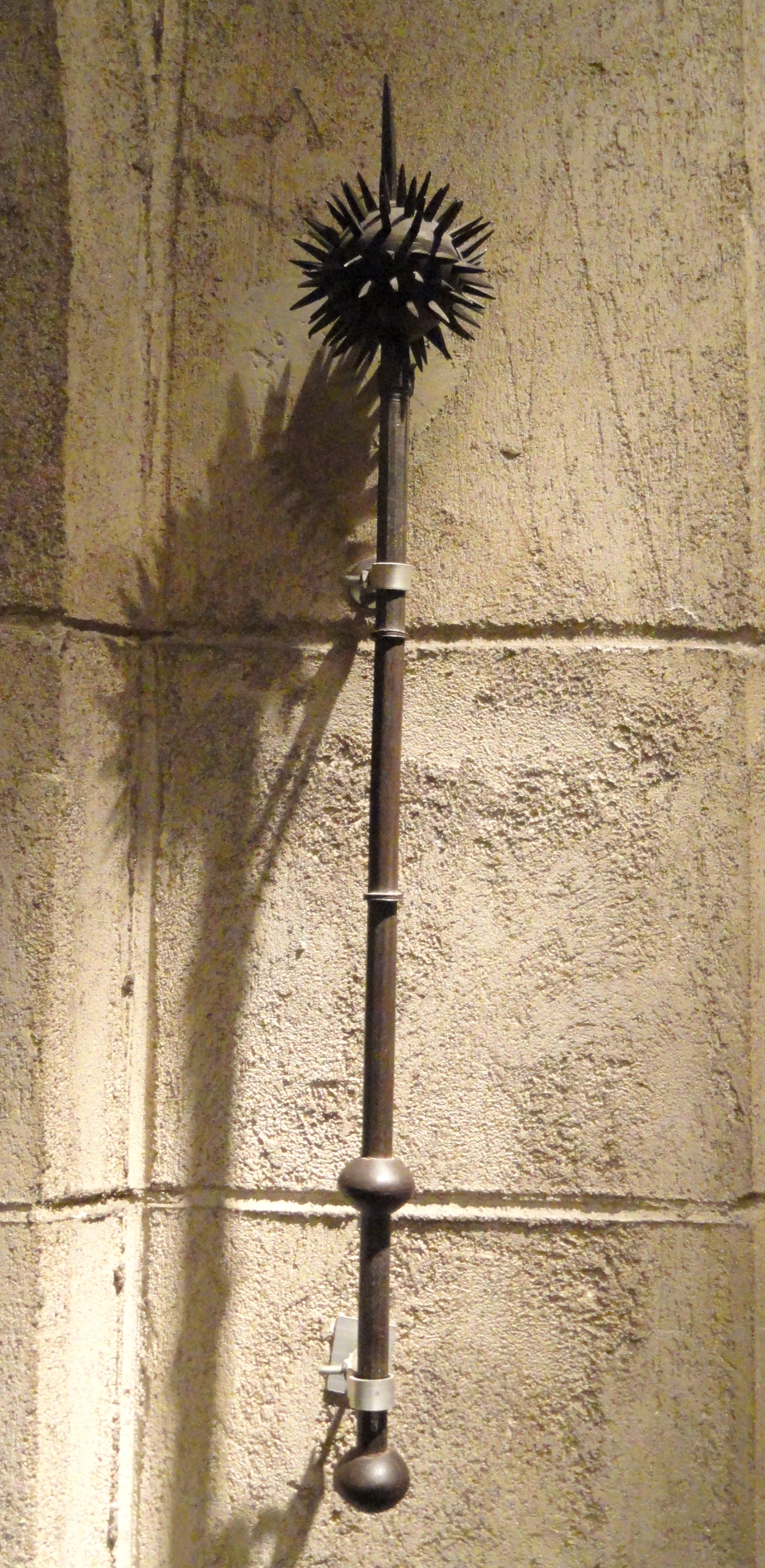

Wekiera – broń obuchowa miażdżąca będąca odmianą maczugi na drewnianym lub metalowym stylisku z metalową głowicą nabijaną ostrymi kolcami.

W Polsce rodzaj wekiery nazywany był popularnie: nasieka, nasiek, nasiekaniec, siekaniec, siekanka. Zygmunt Gloger w Encyklopedii staropolskiej tak o niej pisał: 

Nasiek, nasiekaniec – kij ćwiekami obity, zwany także na Mazowszu palicą, w Krakowskiem kitajką. Nazwa [...] pochodzi od starożytnego zwyczaju nasiekiwania rosnących młodych brzózek i wbijania w zrobione szpary ostrych krzemyków, które gdy w ciągu paru lat wrosły w drzewo, brzózka ścięta służyła w ręku kmiecia za broń niebezpieczną. Kazimierz Haur w XVII w. pisze: „Zakazano, aby chłopi na targi z nasiekami, z pałkami, z maczugami nie chodzili“.

 Wekiera była używana jako uzbrojenie karpackich zbójników tołhajów. Rodzajem wekiery jest morgensztern, zwany także kropaczem.